# Hantverkare

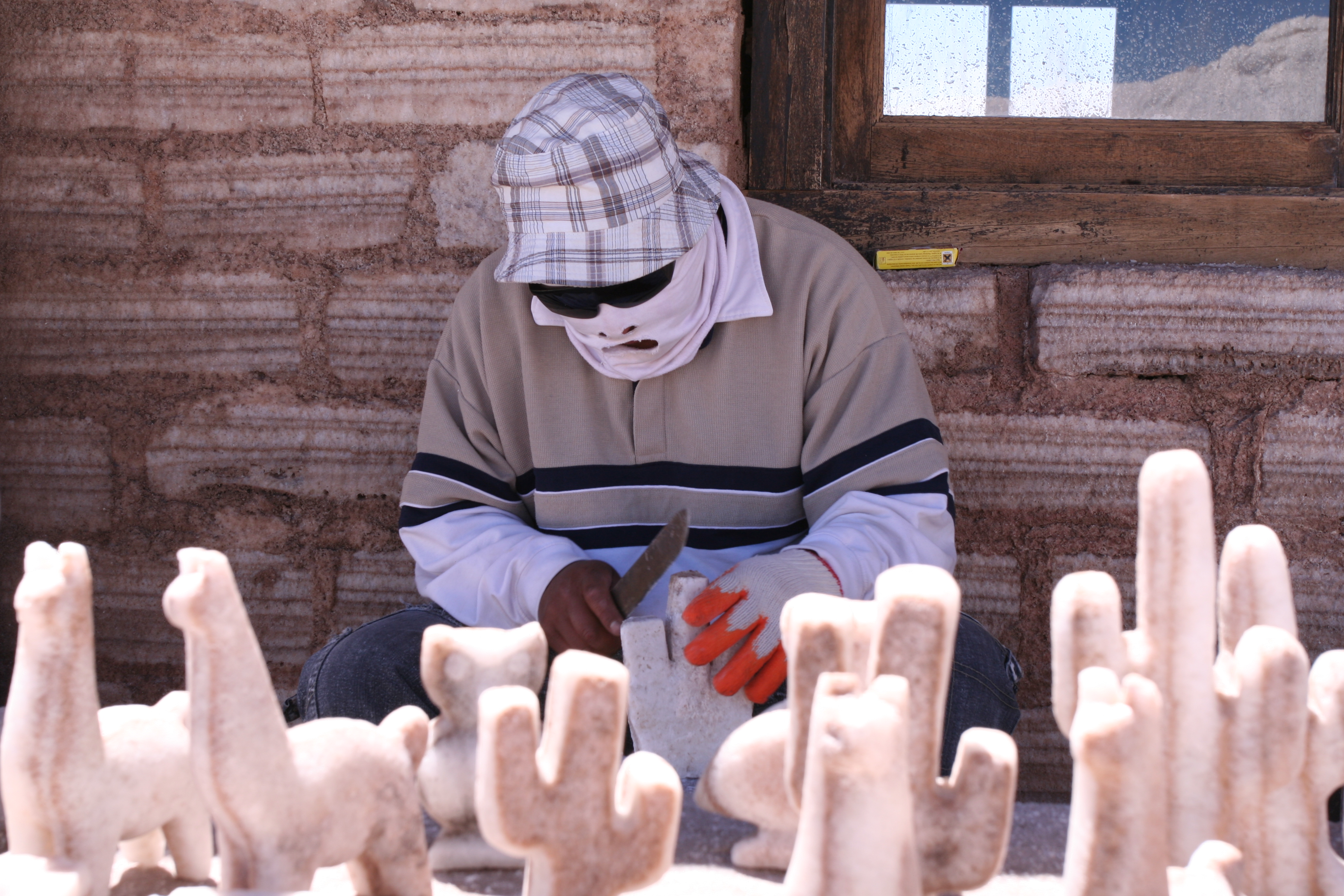
Hantverkare

En hantverkare är en person som arbetar med händerna, som utövar ett hantverk. 
I modernt svenskt språkbruk avses med hantverkare i inskränkt betydelse oftast yrkesgrupper med särskild kompetens inom byggsektorn, till exempel snickare, plåtslagare, elektriker, VVS-montörer, murare o.s.v.. 
Parallellt används ordet i betydelsen av alla slags hantverkare, vilket inbegriper den "mjuka" sidan också, såsom arbete med textilier, vävning, sömnad o.s.v., även om det är vanligare att begreppet används för yrkesutövarna på den "hårda" sidan.
I princip är alla de yrken, som förekom i det gamla skråväsendet hantverksyrken.
Några exempel
- En frisör kan mycket väl vara medlem i en hantverksförening
- Skräddare och skomakare är hantverkare
- En silversmed är konsthantverkare